# Väsby socken
Väsby socken i Skåne ingick i Luggude härad, uppgick 1967 i Höganäs stad och området ingår sedan 1971 i Höganäs kommun och motsvarar från 2016 Väsby distrikt.
Socknens areal är 41,14 kvadratkilometer varav 40,86 land. År 2000 fanns här 4 814 invånare.  En del av tätorten Höganäs med Lerberget, tätorten Ingelsträde, en del av tätorten Mjöhult samt kyrkbyn Väsby med sockenkyrkan Väsby kyrka ligger i socknen.

## Administrativ historik
Socknen har medeltida ursprung. I slutet av 1500-talet utbröts Vikens socken. 1852/1854 utbröts Höganäs bruksförsamling. I kommunalt hänseende kom bruksförsamlingens område i vissa ärenden att utgöra egen kommun, delvis skild från Väsby socken. 
Vid kommunreformen 1862 övergick socknens ansvar för de kyrkliga frågorna till Väsby församling och för de borgerliga frågorna bildades Väsby landskommun. 1890 inrättades municipalsamhället Höganäs fiskeläge som utökades 1908 och då namnändrades till Höganäs municipalsamhälle som 1936 ombildades till Höganäs stad. Väsby landskommun inkorporerade 1952 Vikens landskommun och uppgick 1967 i Höganäs stad som 1971 ombildades till Höganäs kommun.
1 januari 2016 inrättades distriktet Väsby, med samma omfattning som församlingen hade 1999/2000.
Socknen har tillhört län, fögderier, tingslag och domsagor enligt vad som beskrivs i artikeln Luggude härad. De indelta soldaterna tillhörde Norra skånska infanteriregementet, Luggude kompani och Skånska dragonregementet.

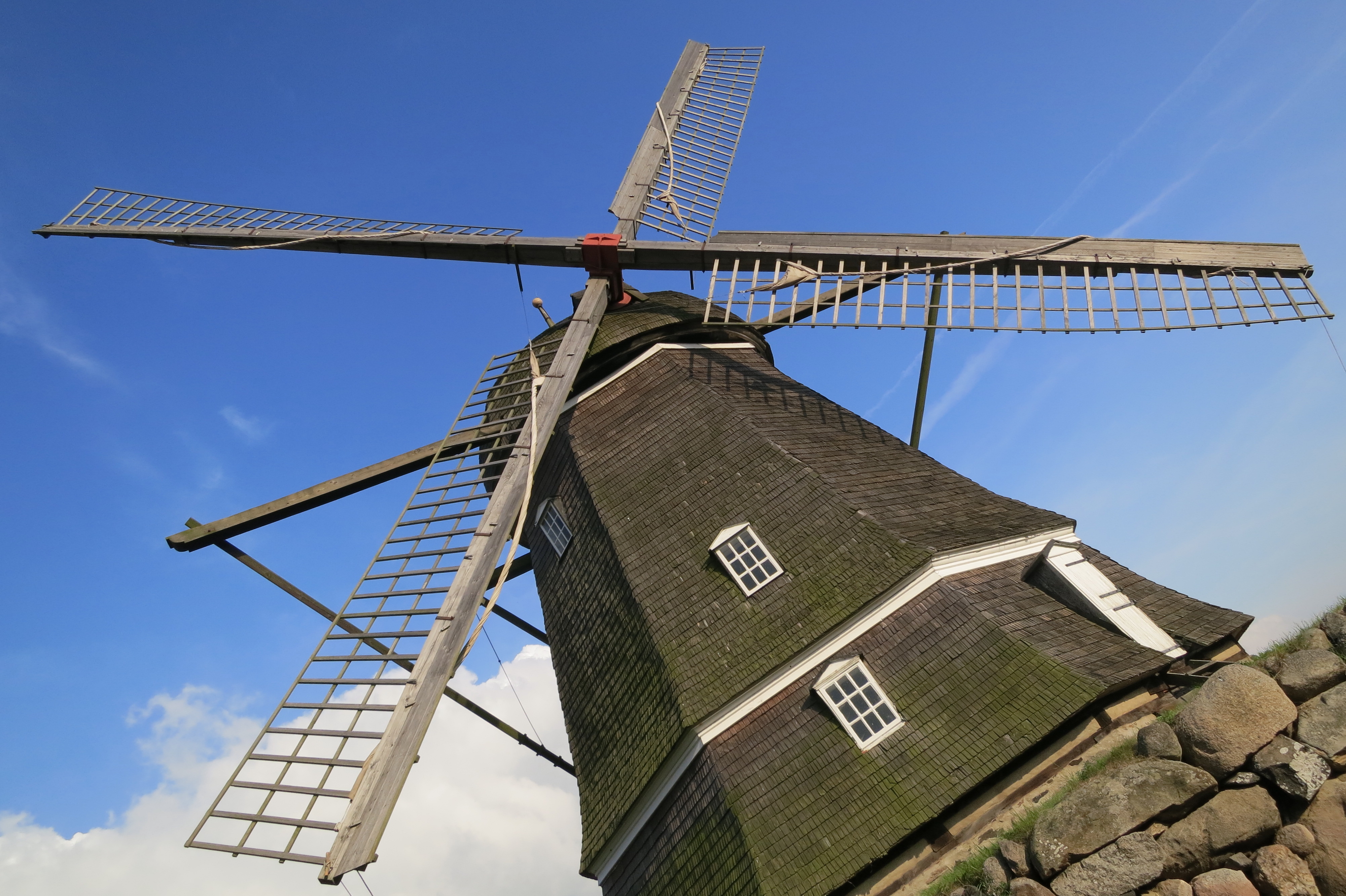
Gunnestorps mölla

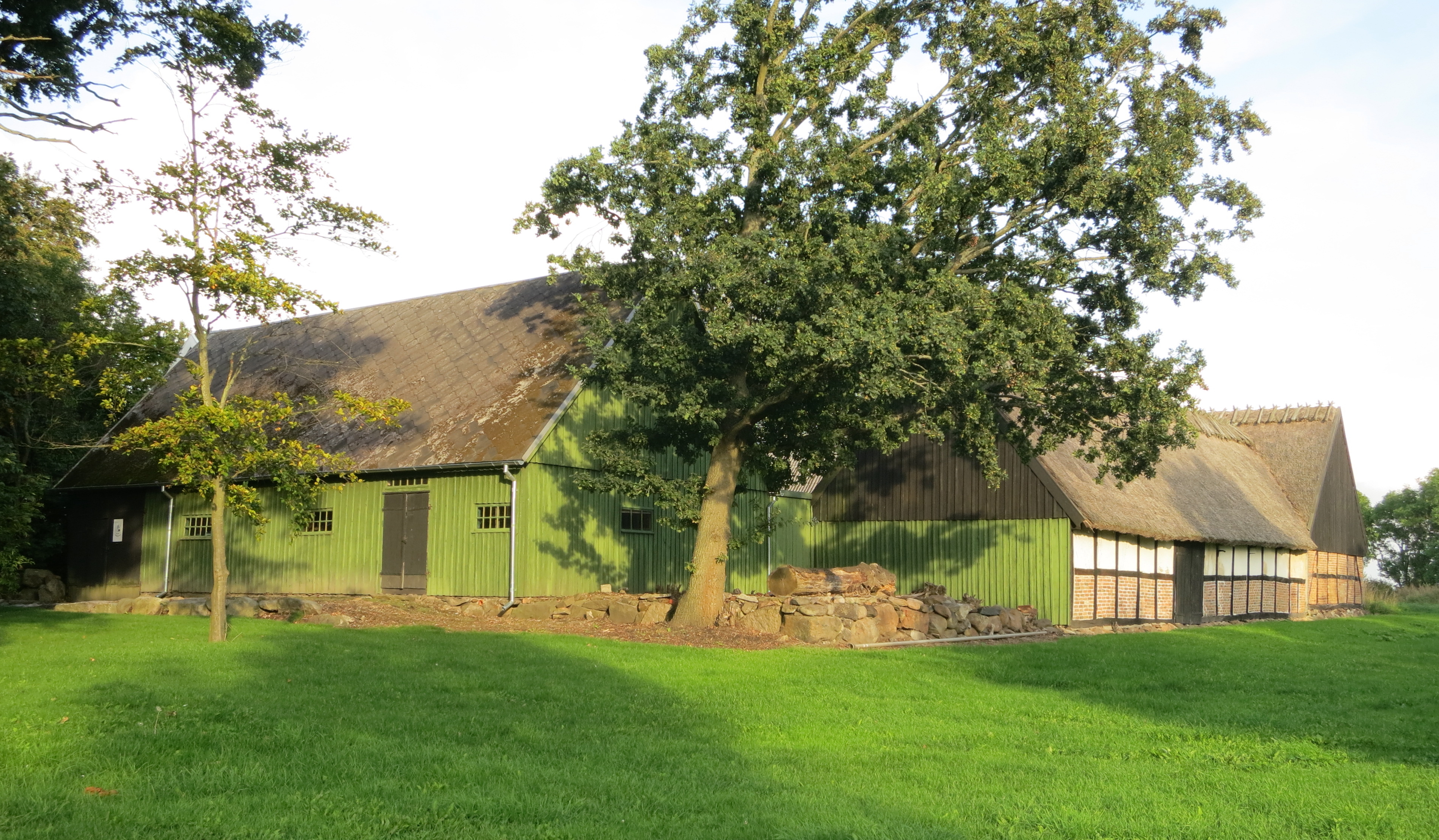
Hustoftagården

## Geografi
Väsby socken ligger norr om Helsingborg, omkring Höganäs vid Kattegatt och Öresund. Socknen är en odlad slättbygd.

## Fornlämningar
Ett 20-tal boplatser från stenåldern är funna. Dessutom finns här en rest av en gravhög och en sten med sliprännor.

## Namnet
Namnet skrevs 1315 Westby och kommer från kyrkbyn. Efterleden innehåller by, 'gård; by'. Förleden innehåller västra och syftar på att denna ligger väster om den äldre byn Görslöv. .